# 江西广播电视台影视·旅游频道
江西广播电视台影视·旅游频道，原名江西电视台影视频道，是江西广播电视台下属的一条电视频道。1995年3月28日开播。2018年，因增加旅游定位，由影视娱乐频道改为旅游影视频道。
2025年7月10日，江西影视•旅游频道随江西民生广播于2025年7月22日凌晨0点停播。